# Големанов (филм, 1958)
„Големанов“ е български игрален филм (комедия) от 1958 година, по сценарий и режисура на Кирил Илинчев. Оператор е Трендафил Захариев. Създаден е по комедията „Големанов“ на Ст. Л. Костов. Музиката във филма е композирана от Иван Маринов.

## Актьорски състав
- Никола Попов – Йовчо Големанов
- Андрей Чапразов – Горилков, приятел на Йовчо Големанов
- Пенка Икономова  /заслужил артист/  – Живка Големанова, жена на Йовчо Големанов
- Пена Василева – баба Гицка
- Антония Янева – шефката Илиева, жена на министър-председателя Илиев
- Любомир Бобчевски  /заслужил артист/  – министър-председателят Стефчо Илиев
- Стоян Коларов – Чавдаров, дипломат
- Стоян Стойчев – кметът Криводренски
- Димитър Миланов – учителят Владимиров, директорът на прогимназията
- Стефан Петров – Герго, прислужник на Големанови
- Виолета Бахчеванова – Вена Големанова, дъщеря на Йовчо Големанов
- Любомир Димитров – Любомир Големанов, син на Йовчо Големанов
- Васил Кирков – Кирчев
- Н. Чепишева – Роза Петранова
- Иван Обретенов – Станчо Петранов
- Пенчо Петров – редакторът Сивков
- Михаил Михайлов – д-р Живков
- М. Стубленска – Ангелова
- Иван Братанов -шофьорът на министър-председателя
- Динко Динев – секретарят на министър-председателя
- Найчо Петров - политически деец
- Никола Дадов - политически деец
- К. Бошнаков
- Александър Благоев
- М. Андронова
- Р. Петрова
- Д. Александрийски
- Ел. Баева
- П. Прокопиева